# قائمة المجموعات الإثنية المعاصرة

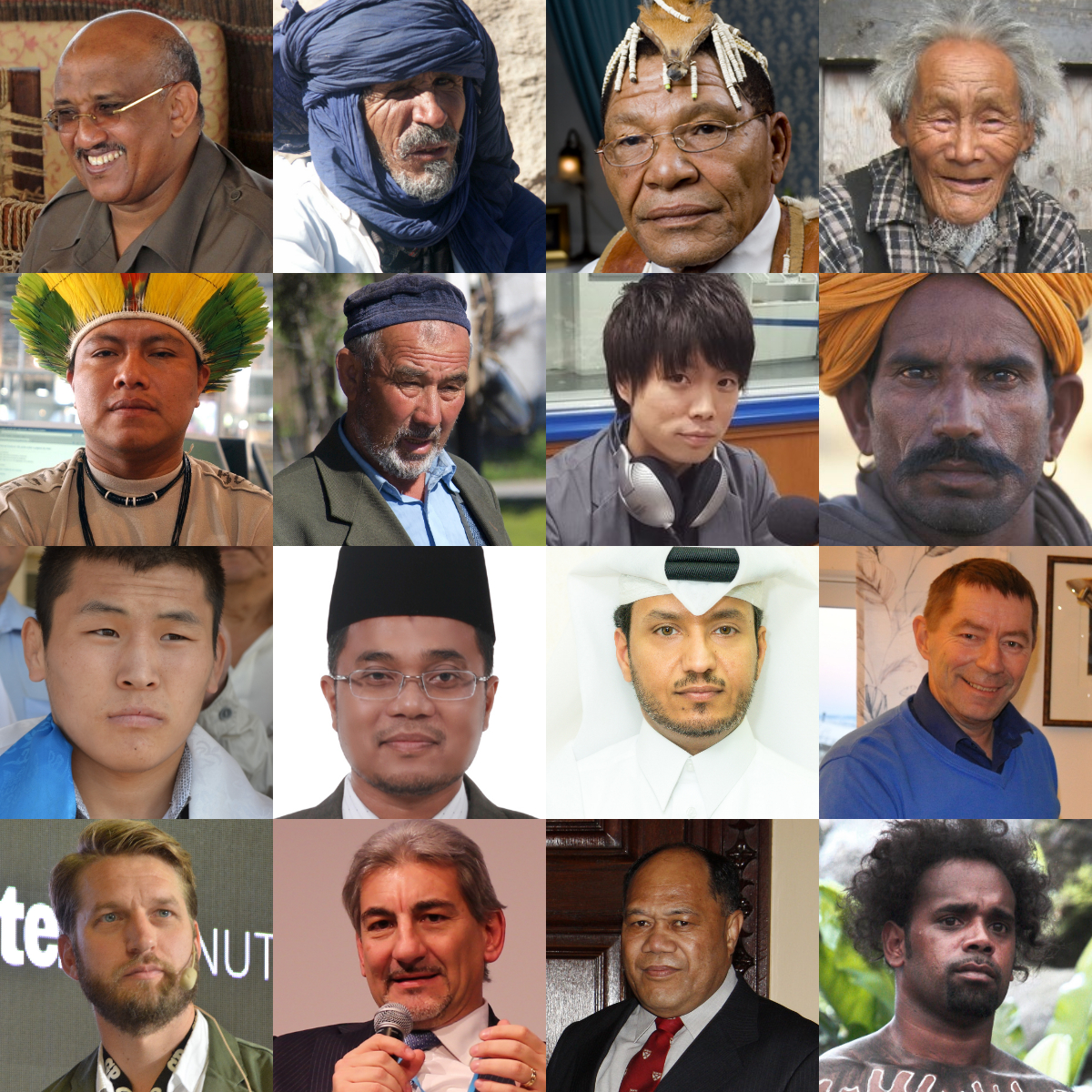
مجموعة من مختلف المجموعات الإثنية

فيما يلي قائمة بالمجموعات الإثنية المعاصرة. النقاش حول تصنيف المجموعات الإثنية مازال مستمرا. الانتماء إلى مجموعة إثنية يميل إلى أن يكون محدد بالاشتراك بالتراث الثقافي، أو السلف، أو التاريخ، أو الوطن، أو اللغة، أو اللهجة، مصطلح «الثقافة» بما في ذلك على وجه التحديد يشمل جوانب المطبخ، أسلوب الملابس، والطقوس، إلخ.
وفقا لطبيعة هذا المفهوم، تميل الجماعات الإثنية إلى الانقسام إلى مجموعات إثنية فرعية، والتي قد تكون هي نفسها أو لا يمكن تحديدها على أنها جماعات إثنية مستقلة وفقا للمصدر المتشار.

## أبجديًا

### أ
- آفار (روسيا)
- آينو (الصين)
- أبازين/أباظا (جورجيا، روسيا)
- أبخاز (جورجيا)
- أبقال (الصومال)
- أبوريجين (أستراليا)
- أبيبون (الأرجنتين)
- أبيناكي (الولايات المتحدة الأمريكية، كندا)
- أبييا
- أتراك (تركيا، قبرص، الولايات المتحدة، روسيا، المملكة المتحدة، بولندا، فنلندا، كندا، أستراليا)
- أتسوجيوي (الولايات المتحدة الأمريكية)
- أتسينا (الولايات المتحدة الأمريكية)
- أتيكاميكو (كندا)
- أجاريون (جورجيا)
- أجا (بنين)
- أجول
- أخفاخس
- أدجاريون (جورجيا)
- أدي (عرقية أفريقية)
- أديغا (روسيا)
- أديهاف
- أذريون (إيران، أذربيجان)
- آريون (إيران، الهند، أفغانستان)
- أرفانيت (اليونان)
- أرمن (أرمينيا)
- آراميون (سوريا، لبنان)
- أروبيون (أروبا، جزر الكراييب)
- أرومونيون
- آزتك (المكسيك)
- إسبان (إسبانيا)
- أستوريان (إسبانيا)
- إسكندنافيون (السويد، النرويج، الدانمارك، فنلندا)
- أسمات (أندونيسيا)
- أسينيبوان (الولايات المتحدة الأمريكية)
- أشينينكا (البيرو)
- أشكناز (الولايات المتحدة الأمريكية، إسرائيل، روسيا، كندا، الأرجنتين، ألمانيا، جنوب أفريقيا، المكسيك، الشيلي)
- أشانتي (غانا)
- أشانغ (الصين)
- آشوريون (العراق، تركيا، سوريا)
- أشولي (أوغندا، جنوب السودان)
- أشوماوي (الولايات المتحدة الأمريكية)
- أغاو (أثيوبيا)
- أغتا (الفلبين)
- أغني (كوت ديفوار)
- أغول (داغستانيون) (روسيا)
- أفارقة ترينيداديون (ترينيداد توباغو)
- إفرنج (فرنسا)
- أفريكان (جنوب أفريقيا، ناميبيا)
- أقباط (مصر)(السودان)
- أكا
- أكاد (العراق)
- أكان (غانا، كوت ديفوار)
- أكاديين (كندا، الولايات المتحدة الأمريكية)
- أكراد (تركيا، العراق، إيران، سوريا)
- أكشين
- أكوابم (كوت ديفوار، غانا)
- أكيام (كوت ديفوار، غانا)
- أكوما (الولايات المتحدة الأمريكية، المكسيك)
- أكوهانوك (الولايات المتحدة الأمريكية)
- أكي
- ألاباما (الولايات المتحدة الأمريكية)
- ألاك (لاووس)
- ألبان (ألبانيا، كوسوفو، صربيا، جمهورية مقدونيا، الجبل الأسود)
- ألتاييك (الولايات المتحدة الأمريكية، روسيا)
- ألغونكيان (الولايات المتحدة الأمريكية، كندا)
- ألمان (ألمانيا، النمسا، سويسرا، ليختنشتاين، فرنسا)
- ألمانيك (ألمانيا، النمسا، سويسرا، ليختنشتاين، فرنسا)
- ألطايون
- ألويت (الولايات المتحدة الأمريكية، روسيا)
- أليوتورس
- أمازيغ (المغرب، الجزائر، مالي، النيجر، ليبيا، تونس، مصر، بوركينا فاسو، موريتانيا)
- أمريكيون أفارقة (الولايات المتحدة الأمريكية)
- أمهريون
- أماهواكا (بوليفيا)
- إنجليز (بريطانيا)
- أنغوش (روسيا)
- إنويت (كندا، غرينلاند، روسيا، الولايات المتحدة الأمريكية)
- أهتنا (الولايات المتحدة الأمريكية)
- أوا (البرازيل)
- أوبيخ
- أوروكن (الصين)
- أوزبك (أوزبكستان)
- أوستيون
- أوكرانيون (أوكرانيا)
- أويغور (الصين)
- أيسلندون (إيسلندة)
- أيسوريون/أفتساريون
- إيرلنديون (إيرلندا)
- إيفنك (الصين)
- أيمرا (البيرو، بوليفيا)
- أيمك (أفغانستان)
- أينو (اليابان، روسيا)
- الأويغور (تركستان الشرقية، تحت احتلال الصين)

### ب
- بوشناق (البوسنة والهرسك)، (تركيا)، (صربيا)
- بني ميزاب (الجزائر)
- باي (الصين)
- بلانغ (الصين)
- بونان (الصين)
- بويي (الصين)
- بشتون (أفغانستان، باكستان، إيران)
- بلوش (إيران، باكستان، أفغانستان)
- بشكيريين
- بولنديين (بولندة)
- بلغار (بلغاريا)
- برتغاليون (البرتغال)
- باسك (إسبانيا، فرنسا)
- بيلاروس (بيلاروس)
- بنغال (بنغلاديش)
- بنجابون
- باوآن
- باولي
- بيتي
- بقارة (السودان)
- بشارية
- البجا (السودان، مصر، إريتيريا)
- باسا
- بامبارا (مالي)
- بومي (الصين)
- بريطون (فرنسا)

### ت
- الشعب التاهيتي
- ترك
- تركمان (تركمنستان)
- تتار (روسيا، أوزبكستان، كازكستان، الصين)
- تيجيريون
- تاميل (سريلانكا، الهند)
- تات
- تاي (تايلندا)
- تايلانديون (تايلندا)
- تبتيون (الصين، الهند)
- توفان
- تبساران
- تساخور
- توتسي (الكونغو الديمقراطية، روندا، بورندي)
- تامازيغت (المغرب)
- تايليش (إيران)
- تو
- توجيا (الصين)
- التبو ليبيا، التشاد، السودان، النيجر
- تيلوغويون الهند

### ج
- جورانيون
- جورجين
- جرمان
- جولا (الصين)
- جاويونا
- جيو
- جريبو
- جابندي
- جعليون
- جيلاو (الصين)
- جينغ (الصين)
- جينغبو (الصين)
- جينو (الصين)
- جيلاكي (إيران)

### خ
- خقاسيون
- خمير (كامبوديا)

### د
- دنماركيون (الدانمارك)
- دارجين
- دونغشيانغ (الصين)
- دينكا
- ديفيهي
- داي (الصين)
- دور (الصين)
- دي أنغ (الصين)
- ديرونغ (الصين)
- دونغ (الصين)

### ر
- روس (روسيا)
- رومانيون (رومانيا)
- رتول
- رومانشيون
- ريفيون (المغرب)
- روهنجيا (مينيمار)

### ز
- زايان (المغرب)
- زازاكيون
- زازيون
- زولو (جنوب أفريقيا)
- قبائل الزغاوة
- زناتيون (المغرب)
- زهوانغ (الصين، فيتنام)

- سريان (سوريا، لبنان، فلسطين، العراق)
- سنهاليون
- سلوفينيون (سلوفينيا)
- سلوفاكيون (سلوفاكيا)
- سنديون
- سيرير (السنغال)
- قومية سامي
- سينوفو
- سيليزيون
- سالار (الصين)
- سيوي (مصر)
- سومريون(العراق)
- سوسيون (المغرب)

### ش
- شلوح (المغرب)
- شاوية (الجزائر)
- شبك (العراق)
- شيشان (روسيا)
- شلك
- شايقيون
- شركس (جورجيا، روسيا)
- شي (الصين)
- شوي
- شناوة (الجزائر)

### ص
- صوماليون (القومية الصومالية)
- صرب (صربيا، البوسنة والهرسك)
- صنهاجيون (شمال أفريقيا)
- صابئه مندائيون (العراق)

### ط
- طوارق (مالي، النيجر، الجزائر، ليبيا، بوركينا فاسو)
- طاجيك (أفغانستان، طاجيكستان)
- طليان (إيطاليا، سويسرا)

### ع
- عرب (الوطن العربي - شمال أفريقيا - القرن الأفريقي)
- عفار (إثيوبيا، إريتيريا، جيبوتي)
- عبرين
- عبابدة

### غ
- غانيين (غانا)
- غاغازية
- غاليزية
- غجر (الهند)
- غبري (إيران)
- غاوشان (الصين)
- غاليون (بريطانيا)
- غاليسيون (إسبانيا)

### ف
- فلسطينيون (فلسطين)
- فرس (إيران)
- فنلنديون (فنلندا)
- فرنسيون (فرنسا، بلجيكا، سويسرا، لكسمبورغ)
- فيتناميون (فيتنام)
- فلبينيون (الفلبين)
- فلامون (بلجيكا)
- الفي
- فور (السودان)
- فا
- فينيقيون (سوريا، لبنان)

### ق
- قبائل (الجزائر)
- قبائل (بنو هوية)
- قبائل الحضرة (الجزائر)
- قمريون (جزر القمر)
- قراشاي (قرة جاي)
- قرمية
- قرة تشاي
- قبرطاي
- قوط غربيون
- قوط شرقيون

### ك
- قيرغيز (قيرغيزستان)
- كازاخ (كزاخستان)
- كوميك
- كروات (كرواتيا، البوسنة والهرسك)
- كوريون (كوريا الشمالية، كوريا الجنوبية)
- كورسيكيون (فرنسا)
- كتلونيون (إسبانيا، فرنسا، إيطاليا، أندورة)
- كبيلي
- كرد (كردستان إيران، العراق،تركيا، سوريا،القفقاس، روسيا،الاتحاد السوفيتي)
- كرو
- كران
- كسي
- شعوب كلتية
- كاكوا
- كيانغ (الصين)
- كسيبي (الصين)
- كنعانيين (فلسطين)
- كلدان- كلدانيون (العراق- سوريا- تركيا- أيران)

### ل
- لوكسمبرغيون (لكسمبرغ)
- لاو
- لاتينيون (إسبانيا، البرتغال، فرنسا، إيطاليا)
- لاتفيون (لاتفيا)
- ليتوانيون (ليتوانيا)
- لزجين
- لاك
- لازيون
- لوما
- لوري (أكراد الفيلية) (إيران، العراق)
- لاهو (الصين)
- لوبا (الصين)
- لوند
- لي (الصين)
- ليزو (الصين)

### م
- ماوري
- مصريين (مصر).
- مقدونيون (مقدونيا)
- مايلاميون
- ملاويون (أندونيسيا، ماليزيا، تايلندا، الفلبين)
- مالطيون (مالطا)
- مولدافيون (مولدوفا)
- منغول (منغوليا، الصين، روسيا)
- مندينكا (السنغال)
- مالينكي (السنغال)
- ماندنجو
- مانو
- مورافيون
- مون
- قبائل المساليت
- مستيزو (أمريكا الجنوبية)
- قبيلة الميما (السودان)
- موري (موريتانيا، مالي)
- مزندراني (إيران)
- مانشو (الصين)
- ماونان (الصين)
- مياو (الصين)
- مونبا (الصين)
- مولاو (الصين)
- ميغماك (كندا)
- مزابيون (الجزائر)
- مابوتشي (تشيلي)
- ميتي كندا

٭[ماوي کانمبو] (تشاد)

### ن
- نيباليون (نيبال)
- نوبيون (السودان)
- النوبة (السودان،مصر،تشاد،اوغندا،السنغال،مالي،اليمن،كينيا)
- نورمانديون
- نوجاي
- النوير
- نوبيون
- نور
- ناخي (الصين)
- نو
- نفوسة (ليبيا)
- النمامشة (الجزائر)

### هـ
- هان (الصين)
- هوي (الصين)
- قبائل الهاوسا
- هنود (الهند، باكستان، بنغلاديش، نيبال، سريلانكا)
- هرريون
- هزاره (أفغانستان، إيران)
- الهنود الحمر (كافة بلدان قارتي أمريكا)
- هوتو (الكونغو الديمقراطية، روندا، بورندي)
- هاني (الصين)
- هزهن (الصين)

### و
- ولف (السنغال)
- النوبة (السودان)
- ولون (بلجيكا)
- الأويغور (الصين)

### ي
- يزيديون (العراق، سوريا، تركيا)
- يوغوسلاف (صربيا، البوسنة والهرسك)
- يوربا
- يونانيون (اليونان، قبرص)
- يابانيون (اليابان)
- ياو
- يي (الصين)
- يوغور (الصين)

## قائمة المجموعات العرقية حسب انتشارها وأعداد أفرادها ودياناتهم
القائمة الاتية للجماعات العرقية المعاصرة
| لغات هندية أوروبية → لغات رومنسية → لغة صقلية              |
| لغات هندية أوروبية → لغات رومنسية → Gallo-Italic of Sicily |

| لغات هندية أوروبية → لغات هندية آرية → لغات هندية آرية → لغة سندية |